# Olof Ohlsson
Olof Sixten Ohlsson (4 octobre 1888 à Eskilstuna – 21 juillet 1962 à Bromma) est un joueur de football international suédois, évoluant au poste de milieu de terrain. 

## Biographie
Olof Ohlsson reçoit quatre sélections en équipe de Suède lors de l'année 1908, pour un but inscrit. 
Il joue son premier match en équipe nationale le 8 septembre 1908 en amical contre l'Angleterre et son dernier le 25 octobre 1908 en amical face aux Pays-Bas.
Il participe aux Jeux olympiques d'été de 1908, terminant quatrième du tournoi. Lors du tournoi olympique organisé à Londres, il joue les deux matchs de son équipe, contre la Grande-Bretagne et les Pays-Bas.